# Ерик (Волгоградская область)
Е́рик — хутор в Клетском районе Волгоградской области России, входит в состав Верхнебузиновского сельского поселения.

## География
Хутор находится на берегу реки Быстрый Ерик, на расстоянии 38 км к югу от станицы Клетская, административного центра района, и 105 км к северо-западу от города Волгоград, административного центра области. 

## Население
| 2010 |
| ---- |
| 80   |

### Национальный состав
По данным переписи 2020 года, в национальной структуре населения даргинцы составляли 93,55 %

## Улицы
На хуторе имеется одна улица: Октябрьская.